# JS de Kasbat Tadla
Jeunesse Sportive de Kasbah Tadla (JSKT) is een Marokkaanse voetbalclub uit Kasba Tadla in de regio Tadla-Azilal.
De club werd in 1946 opgericht en werd in 2008 kampioen op het derde niveau. Een jaar later won de club de GNF 2 en komt sinds 2010 uit op het hoogste niveau. In het seizoen 2010/11 eindigde de club echter op de laatste plaats, waardoor het opnieuw degradeerde naar de GNF 2.